# Tatort: Ein mörderisches Märchen
Ein mörderisches Märchen ist ein Fernsehfilm aus der Krimireihe Tatort. Der vom Bayerischen Rundfunk produzierte Beitrag wurde am 4. März 2001 im Ersten Programm der ARD erstgesendet. Es handelt sich um die Tatort-Folge 464. Für die Kriminalhauptkommissare Batic und Leitmayr ist es der 28. Fall, in dem sie ermitteln, und sie müssen sich mit einem Mörder auseinandersetzen, der nicht nur bei Kindern als „Märchenonkel“ beliebt ist, sondern auch eines der Mädchen entführt hat. Um das Kind zu retten, beginnt ein Wettlauf gegen die Zeit.

## Handlung
In München beobachtet Klara Werdin, wie ein Mann eine auffällig lange Holzkiste vergräbt. Sie informiert die Polizei und man findet die Leiche von Werner Klett, der einen Schlüsselbund in der Hand hält. In Verdacht gerät Ludwig Gruber, da Klara Werdin ihn beim Entladen der Kiste eindeutig erkannt hat. Batic und Leitmayr suchen Gruber auf und verhaften ihn, was er sich jedoch nicht widerstandslos gefallen lässt. Er ist bei den Kindern der Nachbarschaft als „Märchenonkel“ bekannt und beliebt. Entsprechend redet er zeitweise verworren und in Märchenzitaten. Leitmayr gehen sie nicht aus dem Kopf und er sinniert über ihre Bedeutung. So kommt er darauf, dass Gruber möglicherweise noch eine weitere Leiche vergraben haben könnte.
Carlo findet heraus, dass Gruber an einem unheilbaren Hirntumor leidet und wahrscheinlich nicht mehr lange zu leben hat. Entsprechend vorsichtig führen sie die weitere Vernehmung des Tatverdächtigen, der auch weiter in Märchensprache redet, aber auch rätselhafte Andeutungen macht. Ihm war durchaus bewusst, dass er bei der Entsorgung der Leiche gesehen wurde, denn Klara Werdin geht jeden Tag zur gleichen Zeit auf ihren Spaziergang. Leitmayrs Vermutung bestätigt sich, als eine weitere Leiche gefunden wird, die als Ehemann von Klara Werdin identifiziert wird. In Grubers Haus findet Batic inzwischen Zeitungsausschnitte von ihm und Leitmayr, sodass davon auszugehen ist, dass Gruber alles für sie inszeniert hat. Möglicherweise sollen sie seine Morde aufklären, da er nicht mehr lange zu leben hat und seine Taten Beachtung finden sollen. Auch ist zu befürchten, dass er etwas mit dem Verschwinden von Anna, der Tochter von Batics Hausmeisterin, zu tun hat. Darauf angesprochen, reagiert er mit weiteren Märchenzitaten und meint: „Jeder kriegt, was er verdient“.
Die Ermittler finden heraus, dass Gruber in einem Waisenhaus groß geworden ist, nachdem sein Vater ihn misshandelt und gequält hatte. So hat er ihn häufig in einem Brunnenloch eingesperrt. So ist zu vermuten, dass die kleine Anna in Grubers altem Zuhause zu finden ist. Auf der Suche nach dem Kind gerät Batic in einen alten Brunnen, in dem ein Skelett liegt: mit einem Schlüssel in der Hand. Doch von dem Mädchen findet sich keine Spur. Wieder wird Gruber befragt, der inzwischen in die Klinik eingeliefert werden musste, doch gibt er keinen Hinweis auf den möglichen Aufenthaltsort. Da es seit dem Vortag regnet und das Kind in einem Loch sitzen könnte, drängt die Zeit. Mit viel Kombinationsgabe gelingt es Batic und Leitmayr am Ende, die kleine Anna zu finden.
In einer psychologischen Betrachtung wird klar: Grubers Opfer hatten in ihm den alten Groll gegen seinen ungeliebten Vater hervorgerufen. Der Postbote war extrem unfreundlich zu ihm gewesen und hatte ihm den Zigarrenrauch ins Gesicht geblasen, so wie es sein Vater auch immer getan hatte. Karl Werdin wurde zum Verhängnis, dass er Grubers Vater sehr ähnlich sah.

## Rezeption

### Einschaltquoten
Die Erstausstrahlung von Ein mörderisches Märchen am 4. März 2001 wurde in Deutschland von 8,18 Millionen Zuschauern gesehen und erreichte einen Marktanteil von 22,05 % für Das Erste.

### Kritiken
Die Kritiken zu diesem Tatort fallen überwiegend positiv aus.
Tilmann P. Gangloff lobt bei tittelbach.tv diesen Münchner Tatort und schreibt: „Das komplexe Drehbuch von Daniel Martin Eckhart macht sich einen Spaß daraus, Grimm's Märchen kunterbunt durcheinander zu schütteln und sie als Zitate dem ‚Märchenonkel‘ in den Mund zu legen. Hilmar Thate agiert wunderbar in Rätseln. Kamera & Sounddesign sind großartig. [...] Mit maßvollem, aber effektivem Einsatz der üblichen Thriller-Versatzstücke (beispielsweise diverse Effekte von der Tonspur) und dank der exzellenten Kameraarbeit von Peter Döttling ist Regisseur Manuel Siebenmann ein Krimi gelungen, der selbst aus den ohnehin überdurchschnittlich guten ‚Tatort‘-Beiträgen herausragt.“
Klaudia Brunst bei der Berliner Zeitung urteilt: „Auch der neue Film agiert souverän abseits der üblichen Krimirituale: Denn der so schnell gelöste Fall entpuppt sich als ein psychoanalytisches Lehrstück, mit dem sich eine geschundene Seele von früher Schuld befreien will – und dabei immer mehr Schuld auf sich lädt. Das ist anders als gewohnt und ungeheuer fesselnd. Vor allem, weil Hilmar Thate den Hauptdarstellern Udo Wachtveitl und Miroslav Nemec ein kongenialer Partner ist. Der brillante Bühnenschauspieler gestattet sich etliche reglose Momente, und Wachtveitl und Nemec halten das ungewöhnlich gut aus.“
Die Kritiker der Fernsehzeitschrift TV Spielfilm urteilten, diese Episode sei ein „irres Psychoduell gegen Rumpelstilzchen“ und lobten: „Der TV-Krimi aus München ist einer der ungewöhnlichsten der Reihe.“

### Filmfehler
Bei dem in Minute 62 und 64 zu sehenden Wort „Amtsstube“ wäre die Schreibung in der verwendeten Fraktur korrekt mit einem Endungs-s (auch rundes s) am Ende der Silbe „Amts“, also „Amtsſtube“, wobei s und t zu einer st-Ligatur (Typografie) zusammenzufassen wären. Verwendet wird jedoch fälschlicherweise ein Langes s.

### Auszeichnungen
Ein mörderisches Märchen war für den 38. Adolf-Grimme-Preis im Jahr 2002 nominiert.